# أولاد سالم (بني خلوڭ)
أولاد سالم هي إحدى مشيخات المملكة المغربية، تتبع جغرافيا لإقليم سطات وإداريًا لبني خلوڭ. يقدر عدد سكانها بـ 18820 نسمة حسب الإحصاء الرسمي للسكان والسكنى لسنة 2004.